# Kälarne
Kälarne (Kälamål: [`tɕʰæɽæn]) är en tätort i Bräcke kommun i Jämtlands län vid Stambanan genom övre Norrland. Den norra delen av Kälarne, där järnvägen passerar, ligger på mark från  Västanede i Håsjö socken, medan den södra delen av samhället, på andra sidan Ansjöån, är byggd på mark från Ansjö i Hällesjö socken.

## Namnet Kälarne
Namnet Kälarne gavs till den järnvägsstation som invigdes 16 oktober 1883. Namnet var välfunnet med tanke på att socknarna Håsjö och Hällesjö i äldre tider kallades Kälarna eller Kälen. Den södra delen (Hällesjö socken) kunde kallas Sörkälen ännu på 1920-talet.
Abraham Hülphers den yngre skrev i sin jämtlandbeskrivning år 1775 att Hällesjö och Håsjö socknar ”af ålder blifwit kallade Kälarne”. Pehr Rissler skrev 1866 att ”I äldre skrifter...kallas Håsjö och Hällesjö socknar Rota-kiäl, förmodligen af ortens stora skogar, i allmänhet kallade kälar. Härav synes att dessa socknar äro sent uppodlade och bebyggda.”. 
Ortnamnsforskaren Carl Lindberg har i Jämten 1934 skrivit en lång artikel om namnet Kälarne där han konstaterar att ”Kälarne (eller Kälen) är det namn som befolkningen i kringliggande socknar begagnat om Håsjö och Hällesjö socknar tillsammantagna”. ”Käl” betyder glest befolkad skogsbygd/ödebygd och är ett uttryck för hur man i de folkrikare och bördigare bygderna kring Indalsälven såg på trakten ett stycke söderut.

## Befolkningsutveckling
| Befolkningsutvecklingen i Kälarne 1960–2020 | Befolkningsutvecklingen i Kälarne 1960–2020 | Befolkningsutvecklingen i Kälarne 1960–2020 | Befolkningsutvecklingen i Kälarne 1960–2020 | Befolkningsutvecklingen i Kälarne 1960–2020 |
| ------------------------------------------- | ------------------------------------------- | ------------------------------------------- | ------------------------------------------- | ------------------------------------------- |
|                                             |                                             |                                             |                                             |                                             |
| År                                          |                                             |                                             | Folkmängd                                   | Areal (ha)                                  |
| 1960                                        | 1960                                        |                                             | 615                                         |                                             |
| 1965                                        | 1965                                        |                                             | 708                                         |                                             |
| 1970                                        | 1970                                        |                                             | 786                                         |                                             |
| 1975                                        | 1975                                        |                                             | 783                                         |                                             |
| 1980                                        | 1980                                        |                                             | 802                                         |                                             |
| 1990                                        | 1990                                        |                                             | 713                                         | 140                                         |
| 1995                                        | 1995                                        |                                             | 670                                         | 144                                         |
| 2000                                        | 2000                                        |                                             | 558                                         | 144                                         |
| 2005                                        | 2005                                        |                                             | 492                                         | 144                                         |
| 2010                                        | 2010                                        |                                             | 451                                         | 145                                         |
| 2015                                        | 2015                                        |                                             | 435                                         | 140                                         |
| 2020                                        | 2020                                        |                                             | 377                                         | 124                                         |
|                                             |                                             |                                             |                                             |                                             |

## Personer från Kälarne
- Henry Kälarne (före 1939 Jonsson), medeldistanslöpare
- Anders W. Jonsson, centerpartistisk politiker, uppvuxen i Kälarne